# Chapelle du Carmel de Fontainebleau
La chapelle du Sacré-Cœur-et-de-l'Immaculée-Conception, dite du Carmel et parfois désignée comme église, est un édifice religieux catholique de la fin du XIXe siècle situé à Fontainebleau, en France. Elle constitue le dernier élément restant de l'ancien carmel de Fontainebleau.

## Situation et accès
L'édifice est situé au no 6bis du boulevard du Général-Leclerc, dans la ville de Fontainebleau, et plus largement au sud-ouest du département de Seine-et-Marne.

## Historique

### Contexte
En 1874, Alice Doussot, une carmélite de Meaux, décide d'ériger un couvent et une chapelle à Fontainebleau pour réhabiliter la mémoire du pape Pie VII, qui a été détenu dans la ville par Napoléon Ier.

### Prémices
Les Carmélites de Fontainebleau s'installent en ces lieux et la première pierre d'une chapelle provisoire est bénie le 14 novembre 1875. Des vêpres sont célébrées ce jour-là, à la suite de quoi les dix filles de Sainte-Thérèse, dont l'une d'elles tient une croix de bois avec l'inscription « Souffrir ou mourir, voilà notre partage », sont conduites processionnellement par le clergé vers leur monastère provisoire de la rue Neuve-des-Pleus. Elles y avaient reçu de nombreux visiteurs pendant deux jours avant d'être définitivement cloîtrées.

### Première pierre
Le 6 novembre 1894, la première pierre de la chapelle définitive du cloître est bénie par l'évêque de Meaux, Mgr de Briey. Ce dernier, vêtu d'une chape brodée par les sœurs du Carmel, était assisté par le Père supérieur du Carmel, le Père Dussaut de l'ordre des Prêcheurs, frère de la fondatrice du Carmel, ainsi que par tout le clergé de la paroisse. Cette cérémonie accueille une grande affluence.
À cette date, les travaux sont avancés : le quatrième côté du cloître est fermé, le chœur des religieuses est achevé comme gros œuvre et la tour du clocher est dressée. L'édifice sera l'œuvre de l'architecte hesdinois Clovis Normand et de l'architecte bellifontain Léon Gouvenin.
Dans la chœur, une plaque en marbre fait mention de cette première pierre :

« À la mémoire de sa Sainteté, le pape Pie VII, persécuté et fait prisonnier au château de Fonatainebleau. Le Carmel a élevé cette chapelle sous le Pontificat de S. S. Léon XIII. La première pierre a été posée et bénite le VI novembre MDCCCXCIV par S. G. Mgr Marie Ange Emmanuel de Briez, évêque de Meaux, assisté du R. P. Albert Marie du St Sauveur Provincial de l'ordre de N. D. du Mont Carmel, de Mr le chanoine Dumaine curé archiprêtre de la paroisse, du clergé de la ville et du R. P. Fr Joseph Antonin Doussot, religieux de l'ordre de St Dominique, ancien aumonier des zouaves pontificaux et cofondateur du dit monastère. » (ponctuation ajoutée)

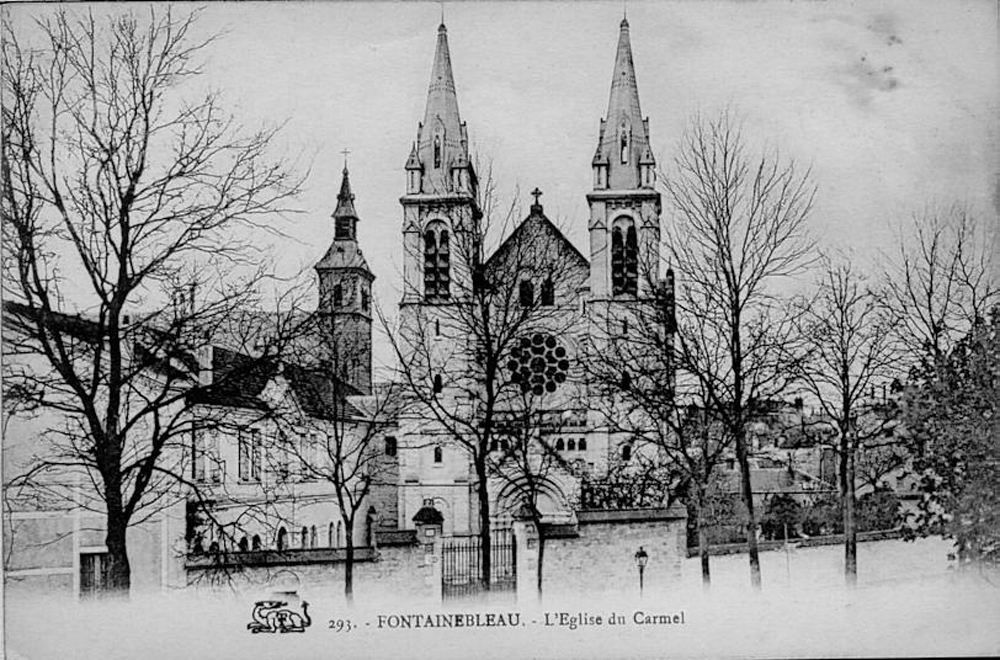
Carmel au tournant du XXe siècle
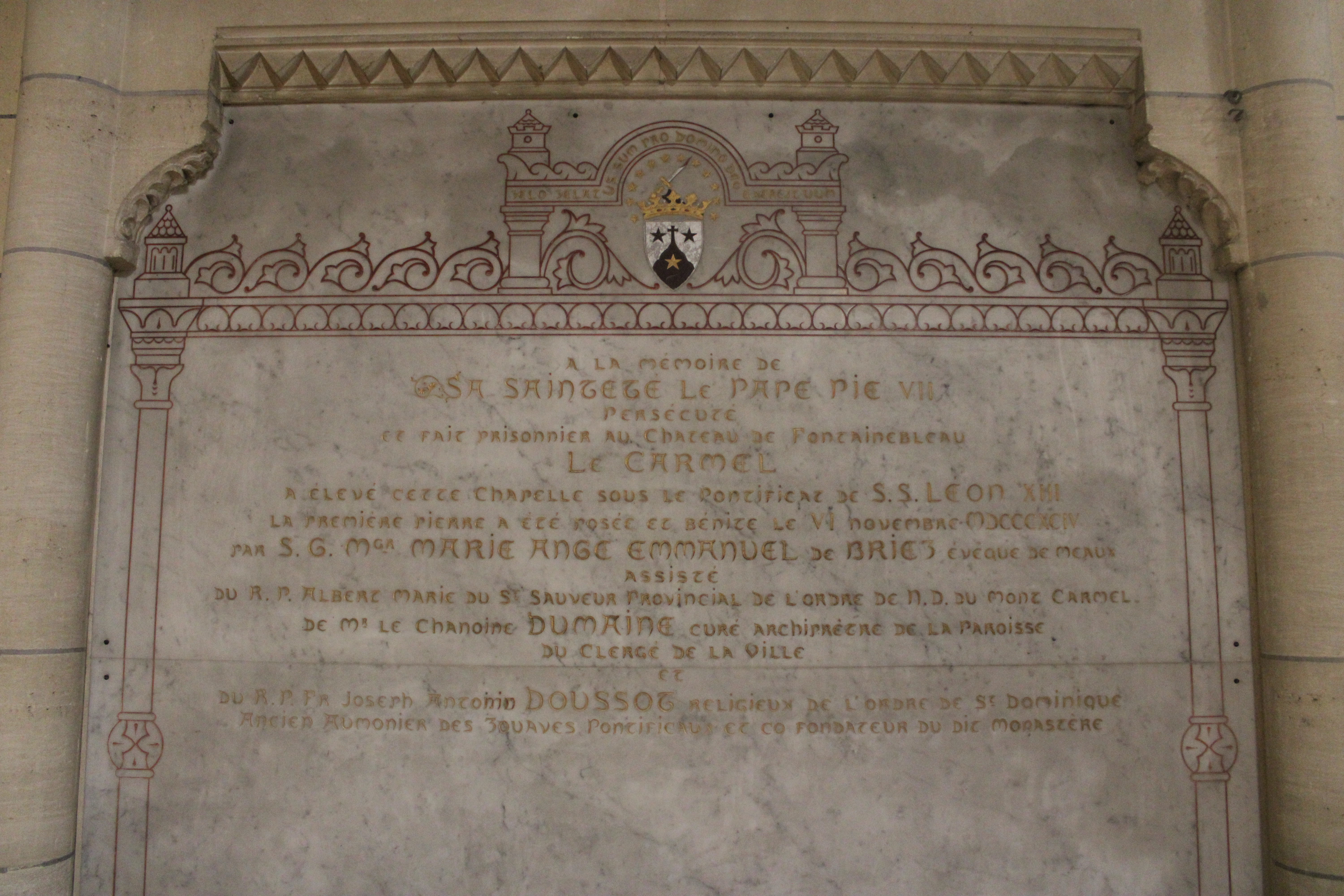
Plaque en marbre apposée sur le mur droit du chœur

### Destruction du carmel
Le bâtiment de quatre niveaux et son cloître jouxtant la chapelle sur sa gauche, est détruit entre 1974 et 1976, au profit d'un complexe d'habitations nommé « résidence le Carmel ».

## Structure

### Typologie
Le plan de la chapelle est désaxé (d'une trentaine de degrés par rapport à la perpendiculaire du boulevard) à cause du tracé de la voie circulaire fait à travers les anciennes exploitations agricoles du quartier des Pleus.

### Extérieur
Les tours, sans compter les flèches, ont une hauteur de 20 mètres.

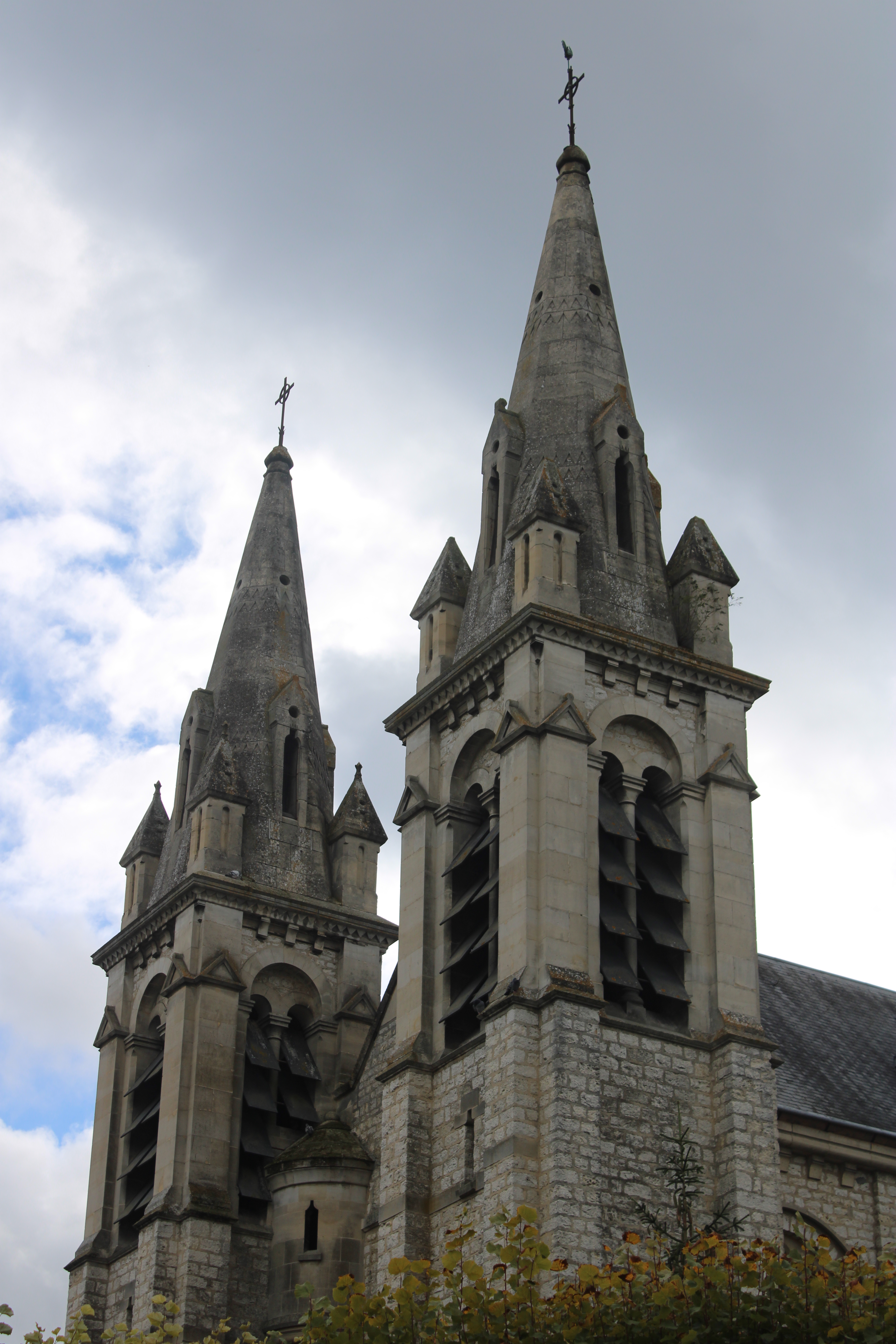
Tours
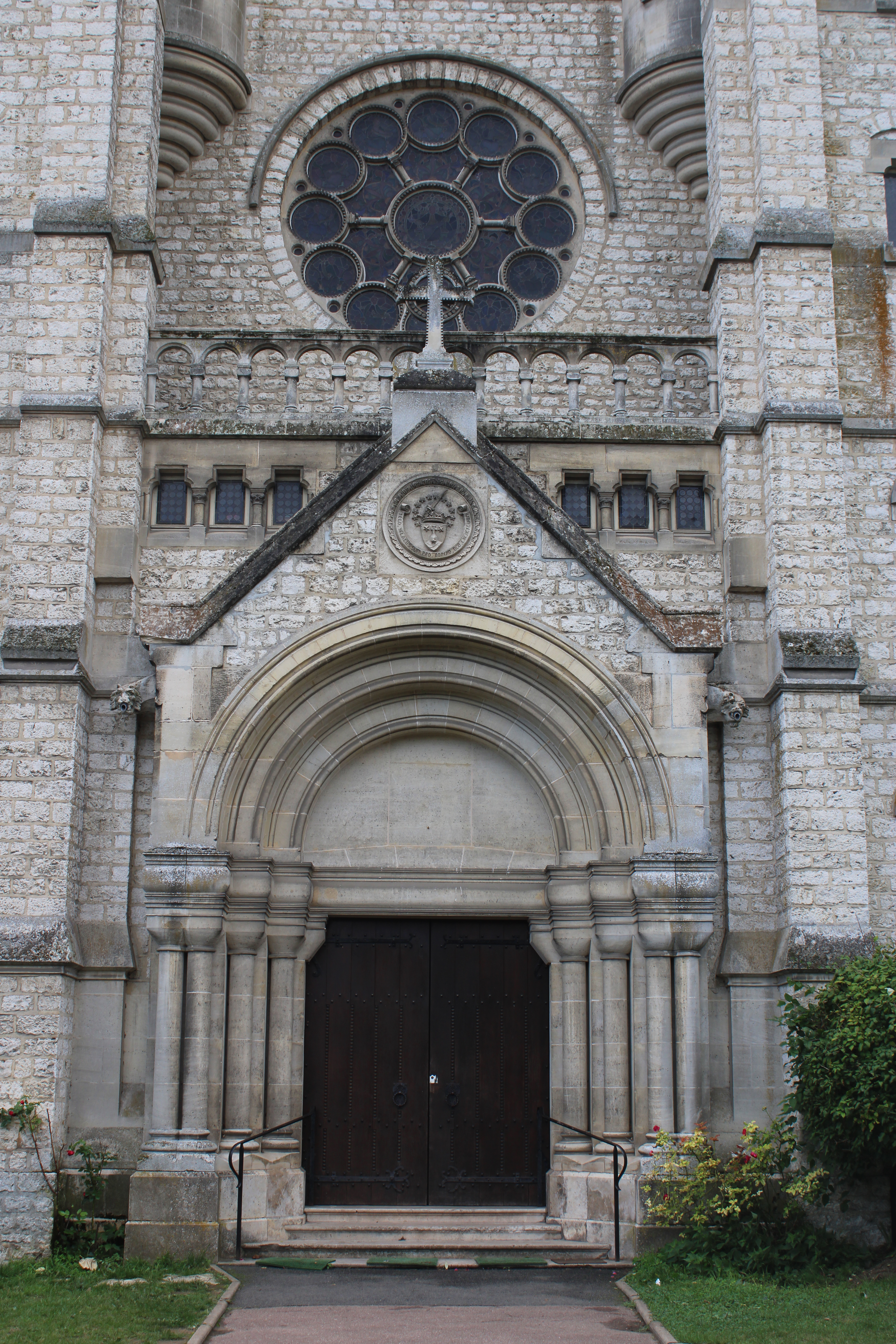
Portail d'entrée et rosace
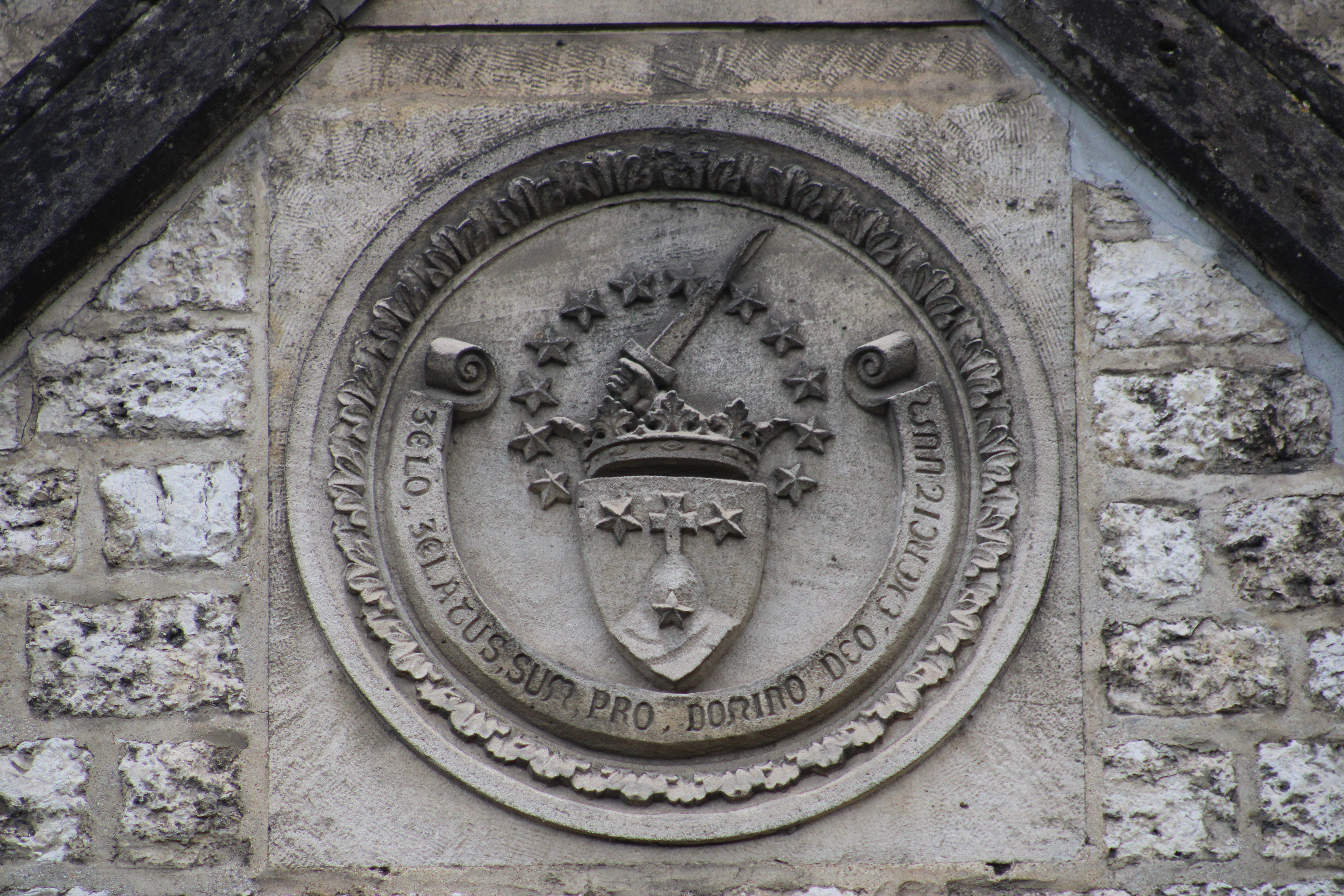
Bas-relief sur la façade représentant le blason de l'ordre du Carmel
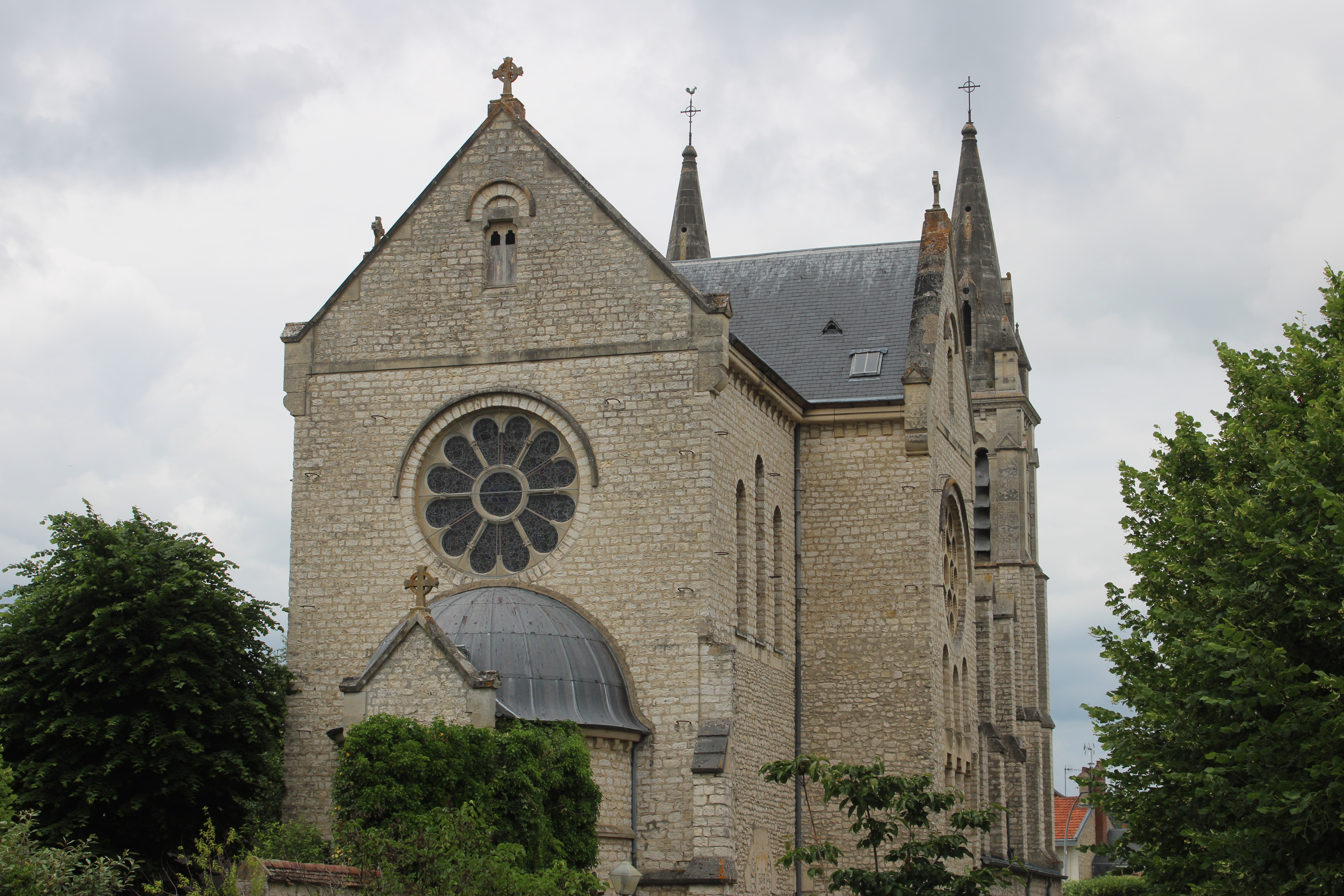
Arrière de l'édifice depuis la cour de l'école primaire Paul-Jozon
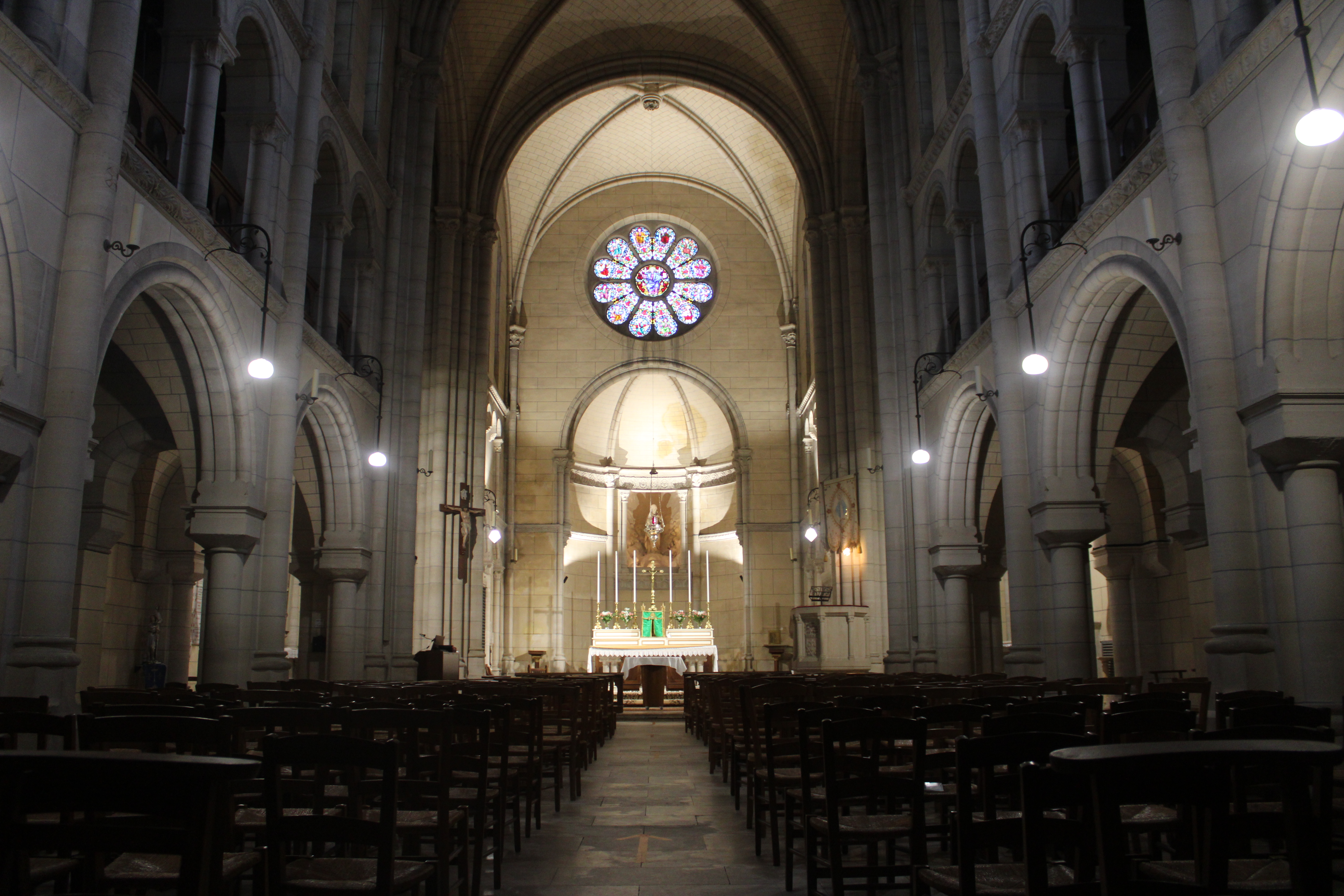
Intérieur